# Linwood (Hampshire)
Pour les articles homonymes, voir Linwood.
Linwood est un hameau du parc national New Forest, dans le comté du Hampshire, en Angleterre. 

## Vue d'ensemble
La ville la plus proche est Ringwood qui se situe à environ 5,9 km au sud-ouest du village. 
Le hameau est situé dans la paroisse civile d'« Ellingham, Harbridge et Ibsley ». 

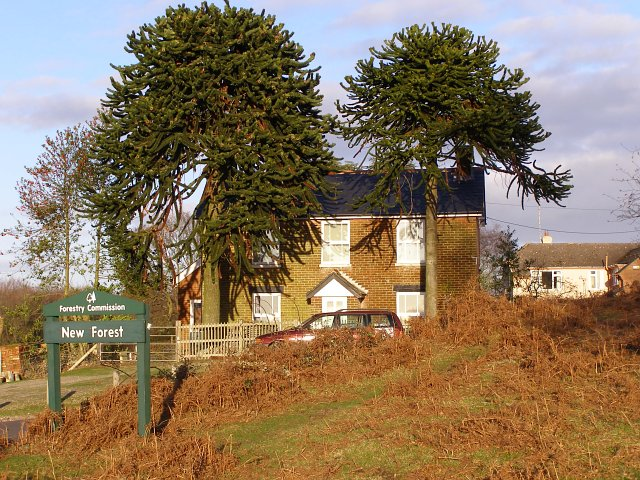
Cottage avec deux « désespoirs des singes », araucarias.

La localité possède un pub appelé le « Red Shoot Inn » et un camping, le « Red Shoot Camping Park ».
Le naturaliste et cinéaste animalier Eric Ashby a vécu à Linwood de 1953 jusqu'à sa mort en 2003.